# Harper (editură)
Harper este o casă de editură americană, amprenta emblematică a editurii globale, HarperCollins, cu sediul în New York City. Fondată în New York în 1817 de James Harper și fratele său John, compania a operat ca J. & J. Harper până în 1833, când și-a schimbat numele în Harper & Brothers, reflectând includerea lui Joseph și Fletcher Harper. Harper a început să publice Harper's Magazine, Harper's Weekly și alte periodice începând cu anii 1850. Din 1962 până în 1990, compania a fost cunoscută ca Harper & Row după fuziunea sa cu Row, Peterson & Company. Harper & Row a fost cumpărată în 1987 de News Corporation și combinată cu William Collins, Sons, echivalentul său din Regatul Unit, în 1990 să formeze HarperCollins, însă numele de Harper a fost folosit în locul său până în 2007.

## Istoric

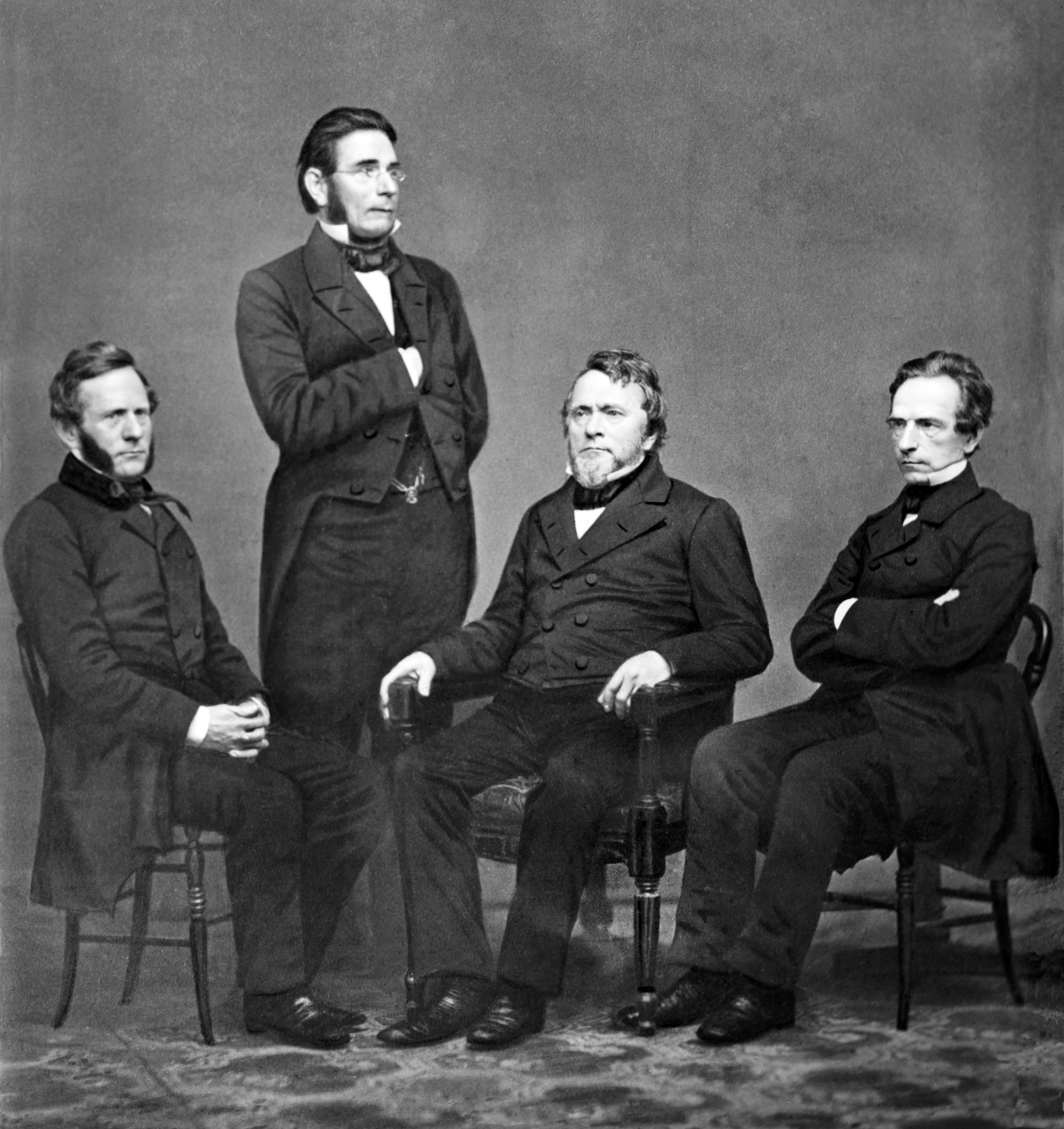
Un portret de grup al celor patru frați Harper de Mathew Brady, c. 1860. De la stânga la dreapta: Fletcher, James, John, și Joseph

### J. & J. Harper (1817–1833)

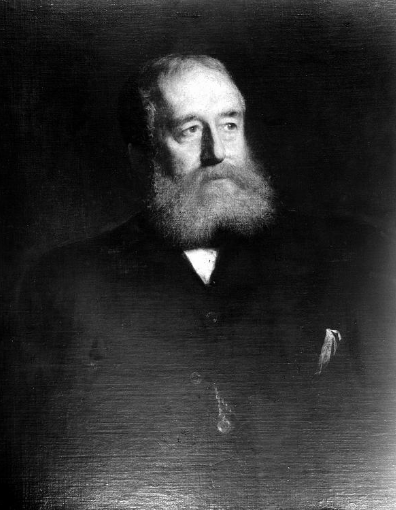
Portretul lui Joseph Wesley Harper, realizat de Eastman Johnson, c. 1880

James Harper și fratele lui, John, de meserie tipografi, au fondat compania de editare de carte J. & J. Harper în 1817. Alți doi frați, Joseph Wesley Harper și Fletcher Harper, s-au alăturat la mijlocul anilor 1820.

### Harper & Brothers (1833–1962)
Compania și-a schimbat numele în „Harper & Brothers” în 1833. Sediul editurii era situat în 331 Pearl Street, vizavi de Franklin Square din Manhattan (aproape de locul în care se află astăzi Podul Brooklyn).
Harper & Brothers a început publicarea revistei Harper's New Monthly Magazine  în anul 1850. Frații au publicat, de asemenea, Harper's Weekly (începând din 1857), Harper's Bazar (începând din 1867) și Harper's Young People (începând din 1879).
George B. M. Harvey a devenit președinte al Harper's pe 16 noiembrie 1899.
În 1924, Cass Canfield s-a alăturat companiei Harper & Brothers și a deținut o varietate de poziții executive până la moartea sa în 1986. În 1925, Eugene F. Saxton s-a alăturat companiei ca redactor și a fost responsabil cu publicarea multor autori cunoscuți, inclusiv Edna St. Vincent Millay și Thornton Wilder. În 1935, Edward Aswell s-a mutat la Harper & Brothers ca redactor adjunct și a devenit în cele din urmă redactor-șef. Aswell l-a convins pe Thomas Wolfe să plece de la Scribners, și, după moartea lui Wolfe, a publicat romanele postume Web și The Web and the Rock, You Can't Go Home Again și The Hills Beyond.

### Harper & Row (1962–1990)

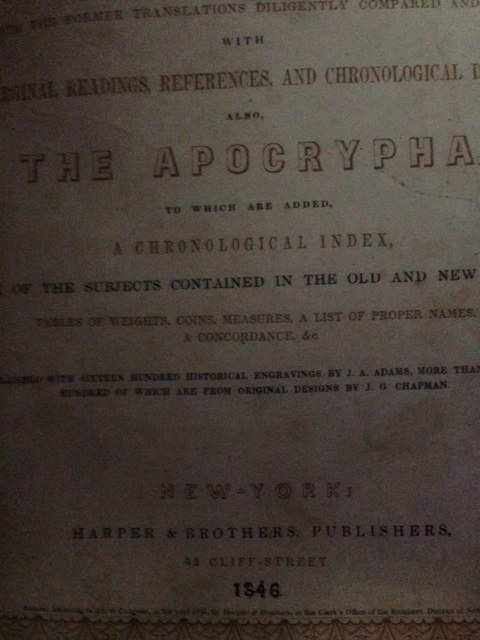
Harper's Illuminated Bible, publicată în 1846

În 1962, Harper & Brothers a fuzionat cu Row, Peterson & Company pentru a deveni Harper & Row. Editura Marshall Pickering a fost achiziționată de Harper and Row în 1988. Marshall Pickering fusese formată în 1981 prin fuziunea a două edituri creștine. Marshall Morgan and Scott, o editură predominant baptistă cu sediul la Londra, care a dobândit o serie de edituri de-a lungul anilor, cum ar fi Bagsters (editorii Bibliei începând din 1794) și Oliphants. Pickering and Inglis era o editură veche cu sediul la Glasgow, care publica o serie de cărți în mare măsură pentru biserica nonconformistă din Scoția.

### HarperCollins (1990–prezent)
News Corporation (acum News Corp) a lui Rupert Murdoch a achiziționat Harper & Row în 1987 și William Collins, Sons în 1990. Numele acestor două edituri naționale (Harper & Row, în Statele Unite și Collins în Regatul Unit) au fost combinate (împreună cu torța de pe logo-ul Harper și fântâna de pe logo-ul Collins) pentru a crea HarperCollins, care și-a extins rețeaua sa internațională prin mai multe achiziții ale unor edituri independente. Marca Harper a început să fie folosită în loc de HarperCollins în 2007.

## Autori și ilustratori (selecție)
| - Robert C. Binkley - Margaret Wise Brown - Agatha Christie - Paulo Coelho - Stephen Fry - Anna Godbersen - John Gray - Zane Grey - John Gunther - Thomas Hardy - Syd Hoff - Arthur Holmes - Erin Hunter - Aldous Huxley - Henry James | - Crockett Johnson - Bruce Judson - Harper Lee - Martin Luther King Jr. - Barbara Kingsolver - Ruth Krauss - Ursula K. Le Guin - Armistead Maupin - André Maurois - Herman Melville - Dick Morris - Sarah Palin - Lincoln Peirce - Howard Pyle - Leland M. Roth | - Laura Schlessinger - Maurice Sendak - Sara Shepard - Shel Silverstein - Betty Smith - Lemony Snicket - Howard Spring - Pierre Teilhard de Chardin - Mark Twain - Charles Dudley Warner - E. B. White - Simon Winchester - Laura Ingalls Wilder - Thornton Wilder - Richard Nathaniel Wright |